# Parmelia cochleata
Parmelia cochleata är en lavart som beskrevs av Zahlbr. Parmelia cochleata ingår i släktet Parmelia och familjen Parmeliaceae.   Inga underarter finns listade i Catalogue of Life.